# سیارک ۳۴۵۴۳
سیارک ۳۴۵۴۳ (به انگلیسی: 34543 Davidbriggs، نامگذاری:2000SM229) سی و چهار هزار و پانصد و چهل و سومین سیارک کشف شده‌است که در ۲۸ سپتامبر ۲۰۰۰ کشف شد.